# خمر (عمران)

تعديل مصدري - تعديل

خمر هي مدينة ومركز مديرية خمر بمحافظة عمران اليمنية، بلغ تعداد سكانها 18645 نسمة حسب الإحصاء الذي أجري عام 2004.